# Goodenia subintegra
Goodenia subintegra är en tvåhjärtbladig växtart som beskrevs av Ferdinand von Mueller. Goodenia subintegra ingår i släktet Goodenia och familjen Goodeniaceae. Inga underarter finns listade i Catalogue of Life.